# سيدريت
 السيدريت  هو معدن يتكون من كربونات الحديد FeCO3. السيدريت خامة جيدة للحديد، لأنه يحتوي على الحديد بنسبة 48 ٪، ولا يحتوي على أي الكبريت أو الفوسفور.
السيدريت له صلادة من 3.5-4، وكثافته النوعية 3.8 ، وله بريق زجاجي متلألأ. بلوراته ثلاثية، عادة منحنية ومخططة، تميل للضخامة. يتراوح لونه بين الأصفر إلى البني الداكن أو الأسود، بسبب وجود المنغنيز (فيسمى أحياناً "منجنوسيدريت (بالإنجليزية: manganosiderite)‏).
يتواجد السيدريت عادة في العروق المعدنية، ويرتبط مع الباريت والفلوريت والغالينا وغيرها. كما تتواجد معدن متصلد مع الحجر الرملي، حيث تأخذ أحياناً شكل كُريّات. في الصخور الرسوبية، يتواجد السيدريت عادة على أعماق ضحلة.

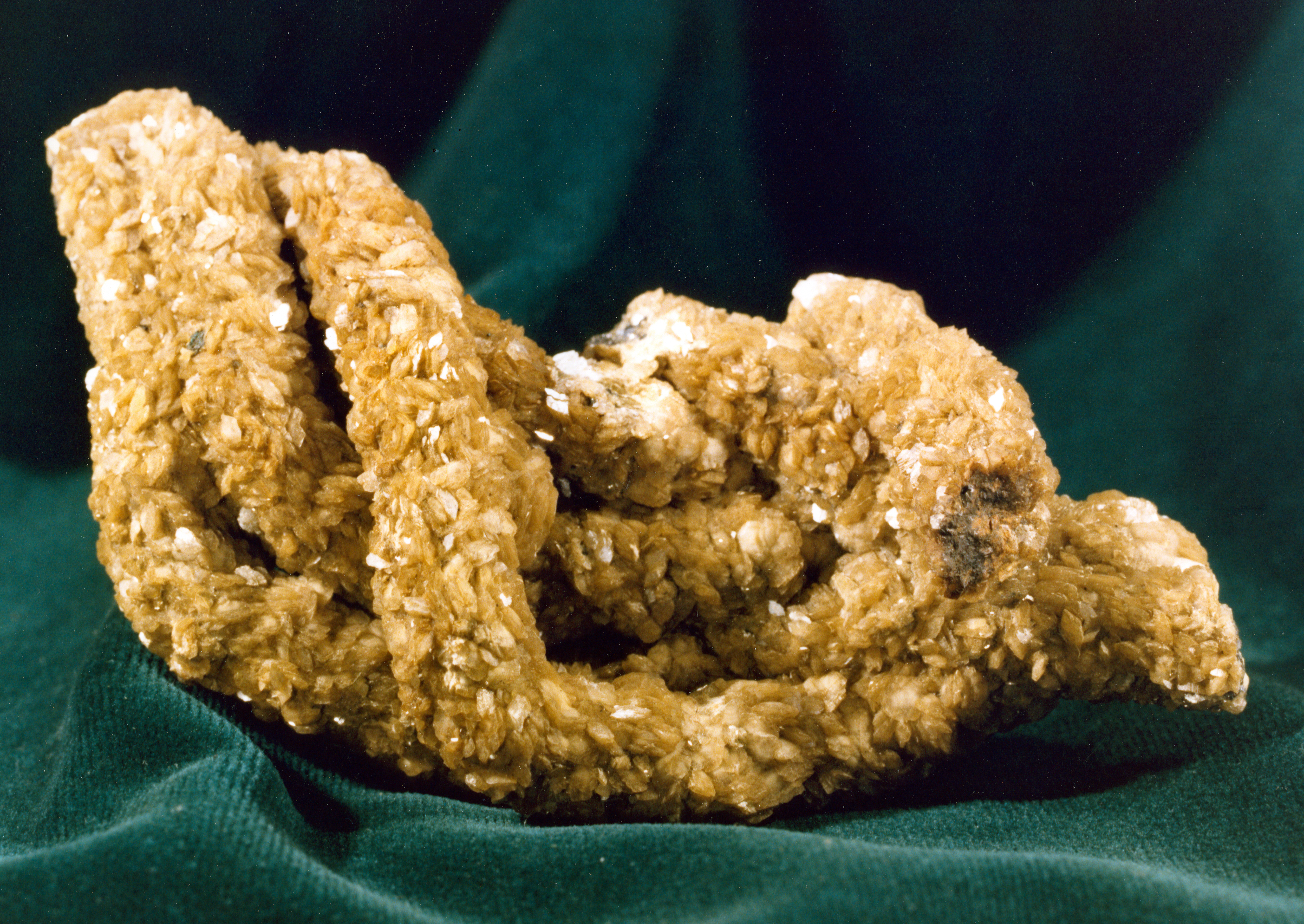
سيدريت

## معرض صور

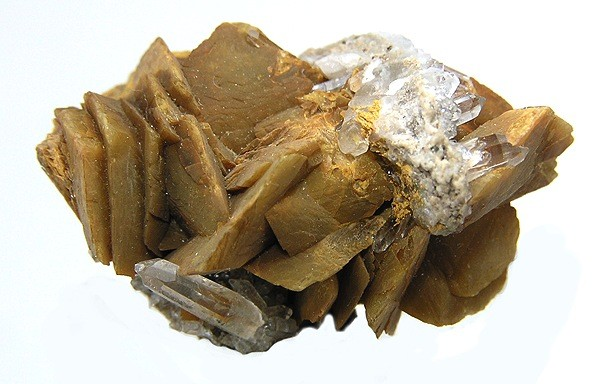
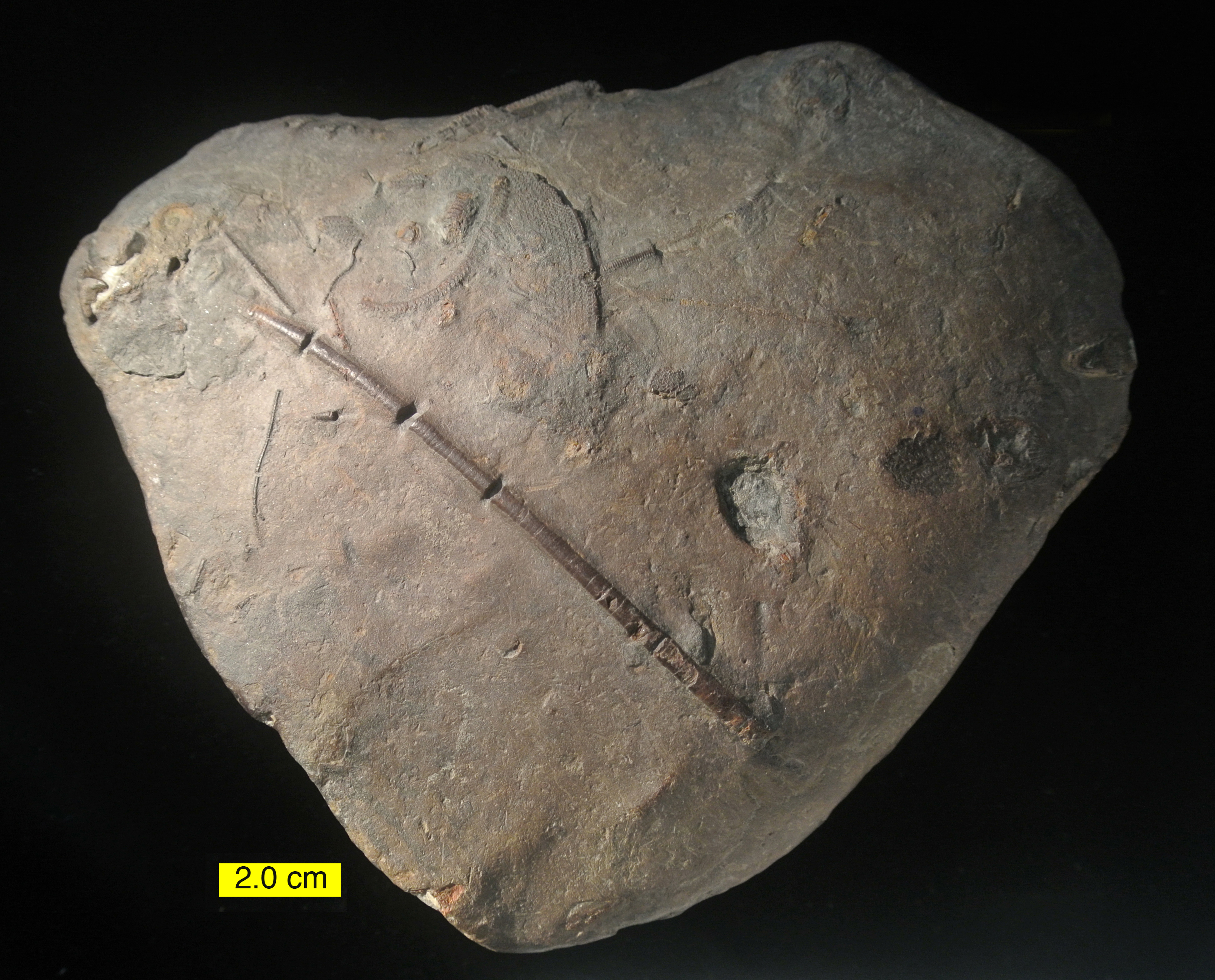
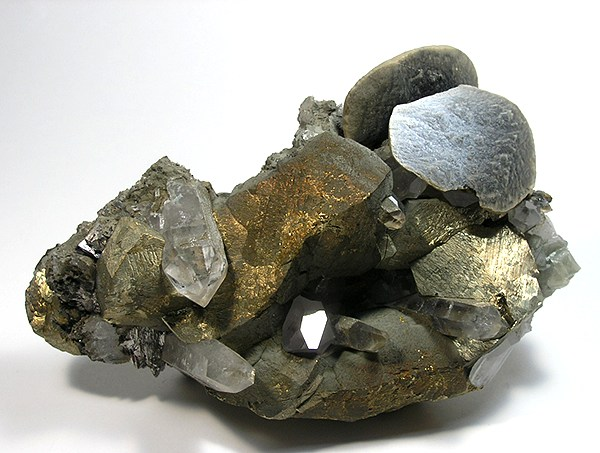
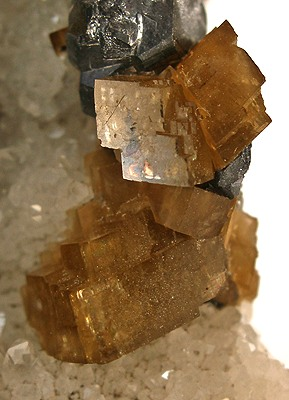
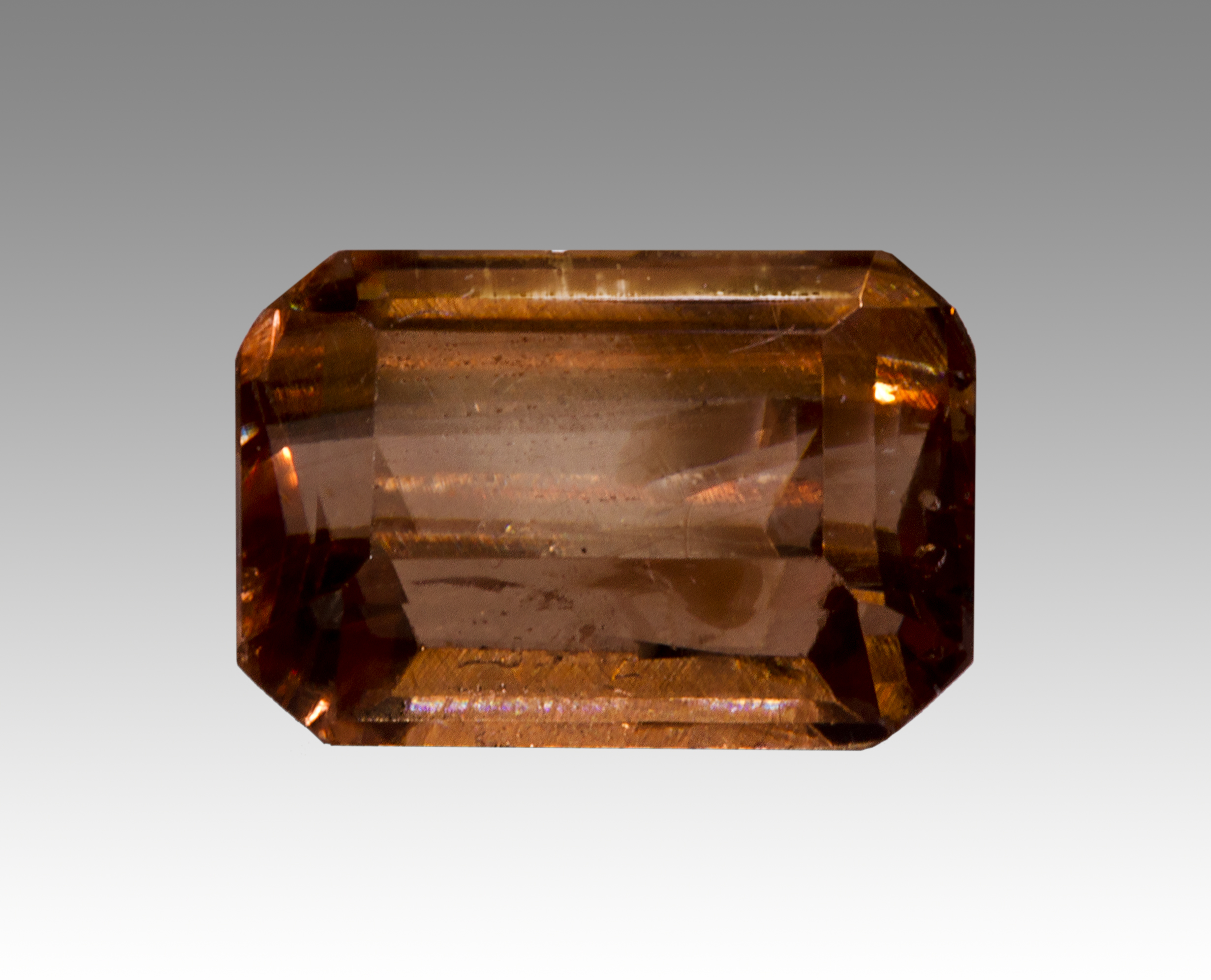
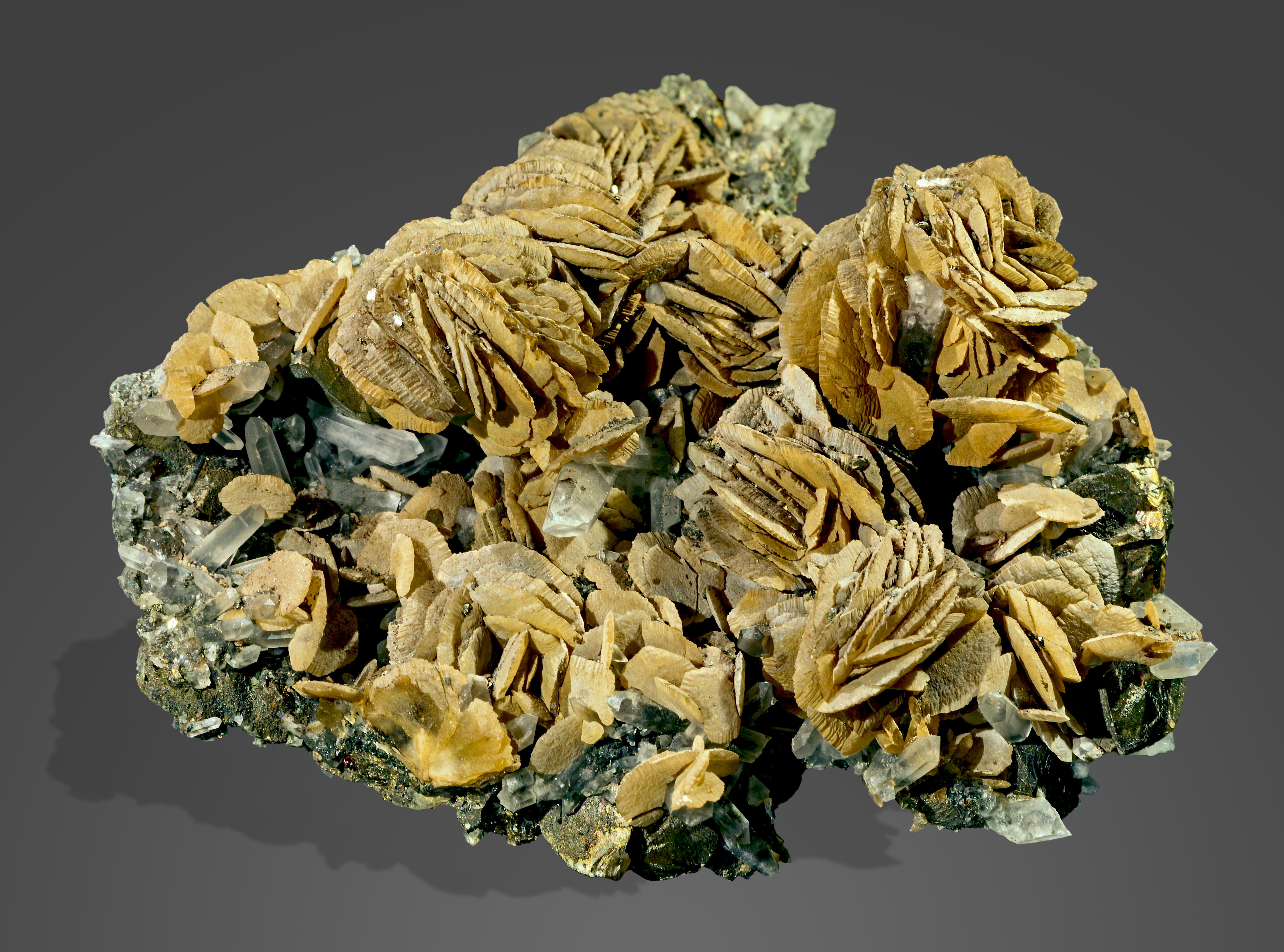